# Cool Joke
Cool Joke és un grup de rock japonès format en 2004. La formació actual de la banda consistix en el vocalista Hiroya Ishikawa, el guitarrista Suguru Asabatake i el bateria Hiroyuki Saitō. A més d'Ishikawa, Asabatake i Saitō, la banda original també incloïa al baixista Keita Hayashi. Malgrat tot, Hayashi deixà la banda en el 2006. Actuen sota el segell discogràfic de Sony Music Japan. Durant la seua època com a banda indie, la seua activitat se centrava en l'àrea de la prefectura de Fukui. Ara actuen més bé a nivell nacional, i una de les seues cançons, UNDO, fou usada al popular anime de Fullmetal Alchemist.

## Discografia a Sony Music Japan

### Senzills
- 「UNDO」, 12 de maig del 2004
- 「愛のチカラ」, 18 d'agost del 2004
- 「OK,フルスロットル」, 19 de gener del 2005
- 「世界は君の手の中に、光は詩の中に」, 21 de setembre de 2005

### Àlbum
- (2005.10.26) 「COOL JOKE」